# Bihafrid ibn Farwardin
Bihafrid ibn Farwardin fou un agitador religiós iranià que al final del període omeia, el 747, es va presentar al Khurasan (després d'estar set anys a la Xina) i es va declarar com a nou profeta a Khawaf al districte de Nixapur, agrupant a nombrosos partidaris.
Fou assassinat junt amb els seus adeptes per orde d'Abu-Múslim el 749. Les seves doctrines són similars al zoroastrisme però amb diverses normes derivades de l'islam com la prohibició del vi, prohibició de menjar animals no sacrificats de la manera ritual, prohibició dels matrimonis consanguinis, abolició de la zamzama, prescripció de set oracions diàries de cara al sol, i d'una almoina legal, que sembla que volien regenerar els zoroastrisme per un compromís amb l'islam.